# St.Dominic's Abbey (Cashel)

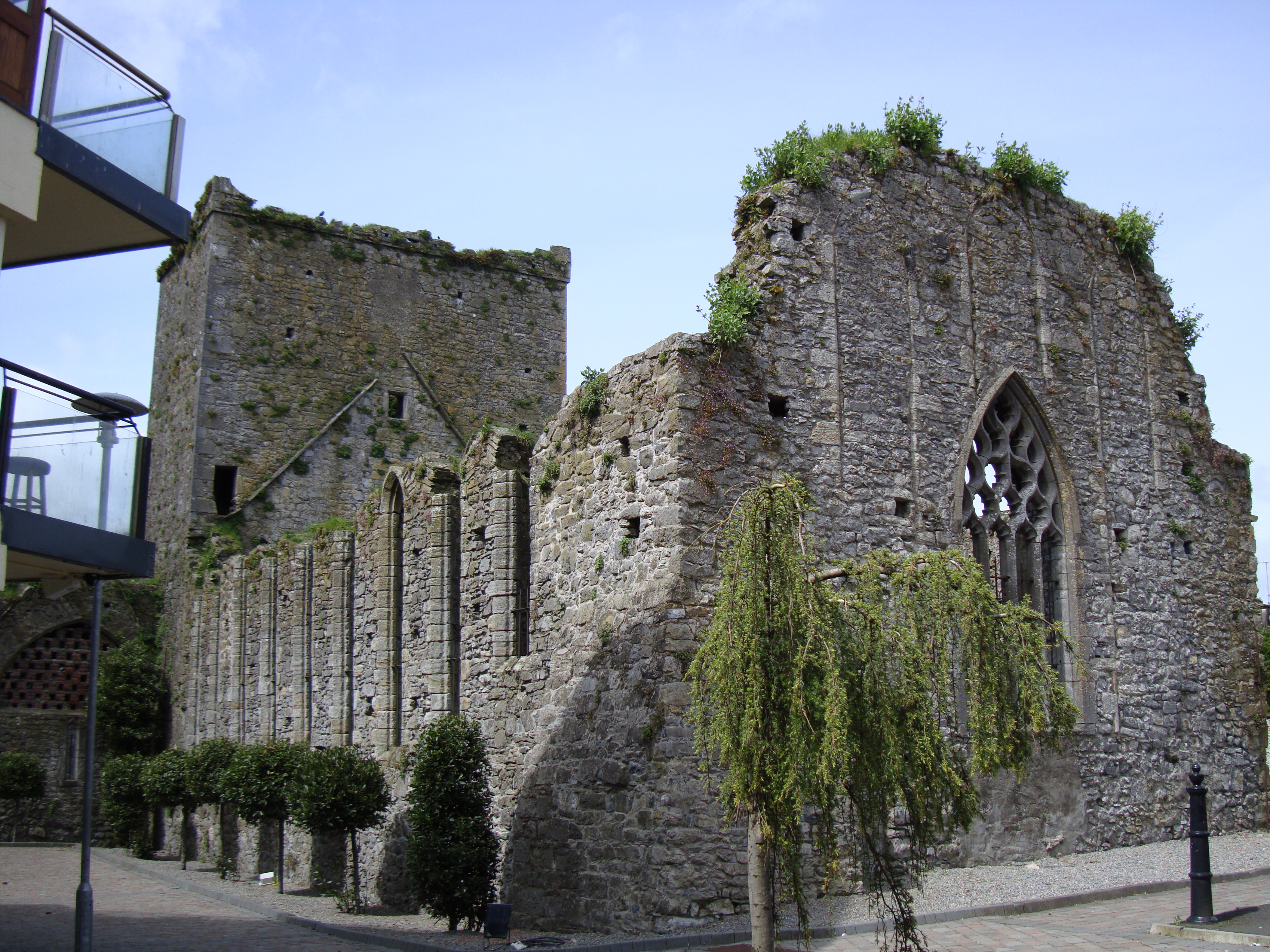
Ruïne abdijkerk St. Dominics Cashel

St. Dominic's Abbey (Iers: Mainistir Dhoiminiceach Chaisil) is een voormalig klooster in de stad Cashel in Ierland, ten zuidwesten van de Rock of Cashel, het centrum van het kerkelijke Ierland in de middeleeuwen.

## Geschiedenis
Het klooster werd in 1243 door aartsbisschop David McKelly gesticht en de kerk werd na haar voltooiing toegewijd aan de H. Dominicus. Er werden dominicaanse broeders uit Cork overgebracht. 
In het jaar 1289 en 1307 werd het kapittel van de dominicanen hier gehouden.
De kerk werd al in 1270 uitgebreid. In 1480 volgde een grondige renovatie na een verwoestende brand. De vieringtoren dateert wellicht van toen.
Het klooster werd opgeheven in 1540, maar werd later nog door dominicanen bewoond, tot in de 19e eeuw.

## Referentie
- Dit artikel of een eerdere versie ervan is een (gedeeltelijke) vertaling van het artikel St. Dominic's Abbey op de Engelstalige Wikipedia, dat onder de licentie Creative Commons Naamsvermelding/Gelijk delen valt. Zie de bewerkingsgeschiedenis aldaar.